# 나가사와촌 (아이치현)
나가사와촌(長沢村)은 아이치현 호이군에 설치되었던 촌이다. 현재의 도요카와시 북서부에 해당한다.